# Diplommatina gibboni
Diplommatina gibboni é uma espécie de gastrópode  da família Diplommatinidae.
É endémica de Palau.